# Byt konieczny
Byt konieczny – w odróżnieniu od bytu przygodnego byt niepodlegający przyczynom oraz taki, który nie może nie istnieć (analogicznie byt przygodny istnieć nie musi ale może). Jako że zjawiska takie jak czas nie dotyczą bytu koniecznego, nie można powiedzieć o jego początku lub końcu. Zakłada się, że byt konieczny może być tylko jeden. Bytem takim miałby być, według teistów, Bóg, istniejący samoistnie i będący przyczyną wszelkich innych bytów. Byt konieczny urealnia przez stwarzanie istnienia pochodne.

## U Tomasza z Akwinu
Koncepcja bytu koniecznego posłużyła św. Tomaszowi z Akwinu do konstrukcji trzeciej drogi mającej dowodzić istnienia Boga:
Trzecią drogę wskazuje byt przygodny i konieczny. Oto ona: Stwierdzamy na świecie rzeczy, które mogą być i nie być. Widzimy, jak jedne powstają, a inne zanikają, co świadczy o tym, że mogą być i nie być. Otóż nie do pomyślenia jest, by wszystkie takiego typu rzeczy zawsze istniały. Czemu? Bo co może nie istnieć, niekiedy faktycznie nie istnieje; jeśli przeto wszystko może nie istnieć, to ongiś nic nie istniało ze świata; a jeśli to prawda, to i dziś nic by nie istniało; co bowiem nie istnieje, nie zacznie istnieć inaczej, jak tylko dzięki temu, co już jest; gdyby więc nic nie istniało, zaistnienie czegokolwiek byłoby niemożliwe; w takim razie i dziś nic by nie istniało, co jest oczywistym fałszem. Nie wszystkie więc byty są jedynie przygodne, ale między nimi musi istnieć byt konieczny. Wszelki zaś byt konieczny albo ma przyczynę swojej konieczności skądinąd, albo nie ma; nie do pomyślenia jest, by ten łańcuch bytów koniecznych, mających przyczynę swojej konieczności skądinąd, ciągnął się w nieskończoność, podobnie zresztą jak i łańcuch przyczyn sprawczych, co wyżej udowodniono. Musimy więc uznać istnienie czegoś, co jest konieczne samo w sobie, nie ma przyczyny swej konieczności gdzie indziej, a jest przyczyną konieczności dla innych, a to wszyscy nazywają Bogiem. (Suma Teologiczna I, 1,4)